# Monsieur Wu
Pour plus de détails, voir Fiche technique et Distribution.
Monsieur Wu (titre original : (Mr. Wu) est un film américain réalisé par William Nigh, sorti en 1927.

## Synopsis
Le grand-père Wu confie l'éducation de son petit-fils à un associé anglais de confiance et des années plus tard, son petit-fils devenu un jeune homme, contracte un mariage arrangé avec une fille délicate qui meurt après avoir donné naissance à une fille. Monsieur Wu jure alors qu'il élèvera l'enfant à la fois comme une fille et un fils. Alors que la propre fille de M. Wu, Nang Ping, devient une femme, il lui arrange un mariage avec un mandarin. Elle a été éduquée par l'ancien précepteur de son père. Malgré l'isolement du palais de son père, elle rencontre et tombe amoureuse de Basil Gregory, un jeune Anglais. Son père est un diplomate qui ne respecte pas les mœurs chinoises et les insulte en face, bien que le reste de sa famille soit courtois.
Basil informe plus tard Nang Ping qu'il doit retourner en Grande-Bretagne avec sa famille, mais elle le surprend avec la révélation qu'elle porte son enfant. Plus tard, Basil indique qu'il veut effectivement l'épouser, mais elle prétend ensuite qu'elle essayait simplement d'établir s'il était un "homme honorable" et révèle qu'elle est déjà engagée dans un mariage arrangé. Par l'intermédiaire d'un jardinier fouineur, le père de Nang Ping découvre la relation.
Alors que Wu parcourt avec angoisse les écrits anciens de sa culture, il arrive à la conclusion qu'une fille déshonorée doit "mourir de la main de son père". Malgré sa grande tendresse et son amour pour elle, il interprète la loi chinoise coutumière comme nécessitant sévèrement l'exécution de Nang Ping. Père et fille se disent au revoir en larmes, elle lui demande d'épargner son amant, indiquant que cela rendrait la mort moins douloureuse et moins dénuée de sens pour elle. Elle se retire ensuite docilement dans le sanctuaire central de la maison. La dernière scène de cet acte se termine alors que le rideau tombe de façon spectaculaire sur le profil de Wu levant son épée au-dessus de la forme prostrée de sa fille.
Wu entreprend alors de se venger de la famille Gregory, qu'il considère comme responsable du "déshonneur" et de la mort subséquente de sa fille. Il invite Mme Gregory et sa fille chez lui et incite la fille à entrer dans la chambre de Nang Ping, l'enfermant immédiatement, l'emprisonnant sur la terrasse extérieure surélevée de la pièce. Il a Basile attaché dans un jardin adjacent, flanqué d'un serviteur brandissant une hache. Au coucher du soleil, Mme Gregory a le choix de condamner soit son fils à mort, soit sa fille à la prostitution. Elle dit qu'il y a un autre moyen et offre sa propre vie. Wu explique que ce n'est pas la coutume en Chine ; les parents sont obligés de vivre et d'en supporter la honte. Néanmoins, Mme Gregory continue d'insister pour que Wu prenne sa vie au lieu de celle de ses enfants, et dans une lutte qui s'ensuit, Mme. Gregory poignarde Wu avec un couteau depuis un bureau voisin, se libérant ainsi, et finalement, sa fille et Basil. Wu titube pour frapper le gong pour signaler que Basil doit être tué de toute façon, mais une vision de Nang Ping apparaît, secouant la tête et implorant son père les bras tendus. Poursuivant l'image fantomatique dans la salle, Wu meurt et est retrouvé par son vieil ami et tuteur, qui ramasse le chapelet de Wu et dit "Ainsi passe la maison de Wu".

## Fiche technique
- Titre original : Mr. Wu
- Réalisation : William Nigh
- Scénario : Lotta Woods d'après la pièce de Maurice Vernon et Harold Owen
- Photographie : John Arnold
- Montage : Ben Lewis
- Société de production : Metro-Goldwyn-Mayer
- Pays d'origine : États-Unis
- Format : Noir et blanc - 1,33:1 - Film muet
- Genre : drame
- Date de sortie : 1927

## Distribution
- Lon Chaney : Monsieur Wu / le grand-père de Mr Wu
- Louise Dresser : Mme Gregory
- Renée Adorée : Nang Ping
- Holmes Herbert : Mr Gregory
- Ralph Forbes : Basil Gregory
- Gertrude Olmstead : Hilda Gregory
- Mrs. Wong Wing : Ah Wong
- Claude King : Mr Muir
- Sonny Loy : Little Wu
- Anna May Wong : Loo Song